# Херби: Буба набуџена до зуба
Херби: Буба набуџена до зуба (енгл. Herbie: Fully Loaded) америчка је филмска комедија из 2005. године у режији Анџеле Робинсон. Главну улогу тумачи Линдси Лохан.
Премијерно је приказан 10. маја 2005. године у Лас Вегасу, док је 22. јуна пуштен у биоскопе у САД. Упркос помешаним рецензијама критичара, оставио је комерцијални успех зарадивши више од 144 милиона долара широм света.

## Радња
Меги Пејтон (Линдси Лохан) нова је власница броја 53 Фолксвагенове „бубе” која уз много труда успева да се домогне NASCAR такмичења и постане прави професионални возач, док Херби постаје сјајан тркачки ауто.

## Улоге
| Глумац         | Улога            |
| -------------- | ---------------- |
| Линдси Лохан   | Меги Пејтон      |
| Џастин Лонг    | Кевин            |
| Мет Дилон      | Трип Мерфи       |
| Мајкл Китон    | Реј Пејтон       |
| Брекин Мајер   | Реј Пејтон Млађи |
| Шерил Хајнс    | Сали             |
| Томас Ленон    | Лари Мерфи       |
| Џими Симпсон   | Краш             |
| Џил Ричи       | Каризма          |
| Џереми Робертс | Луди Дејв        |
| Моника Менинг  | Моника Армстронг |